# Obi (khăn thắt lưng)
Obi (帯 (đới/đái/đai)/ おび) là một loại khăn quấn ở phần thắt lưng cho trang phục Nhật Bản truyền thống, keikogi (đồng phục cho võ thuật Nhật Bản), và một phần của bộ trang phục kimono.

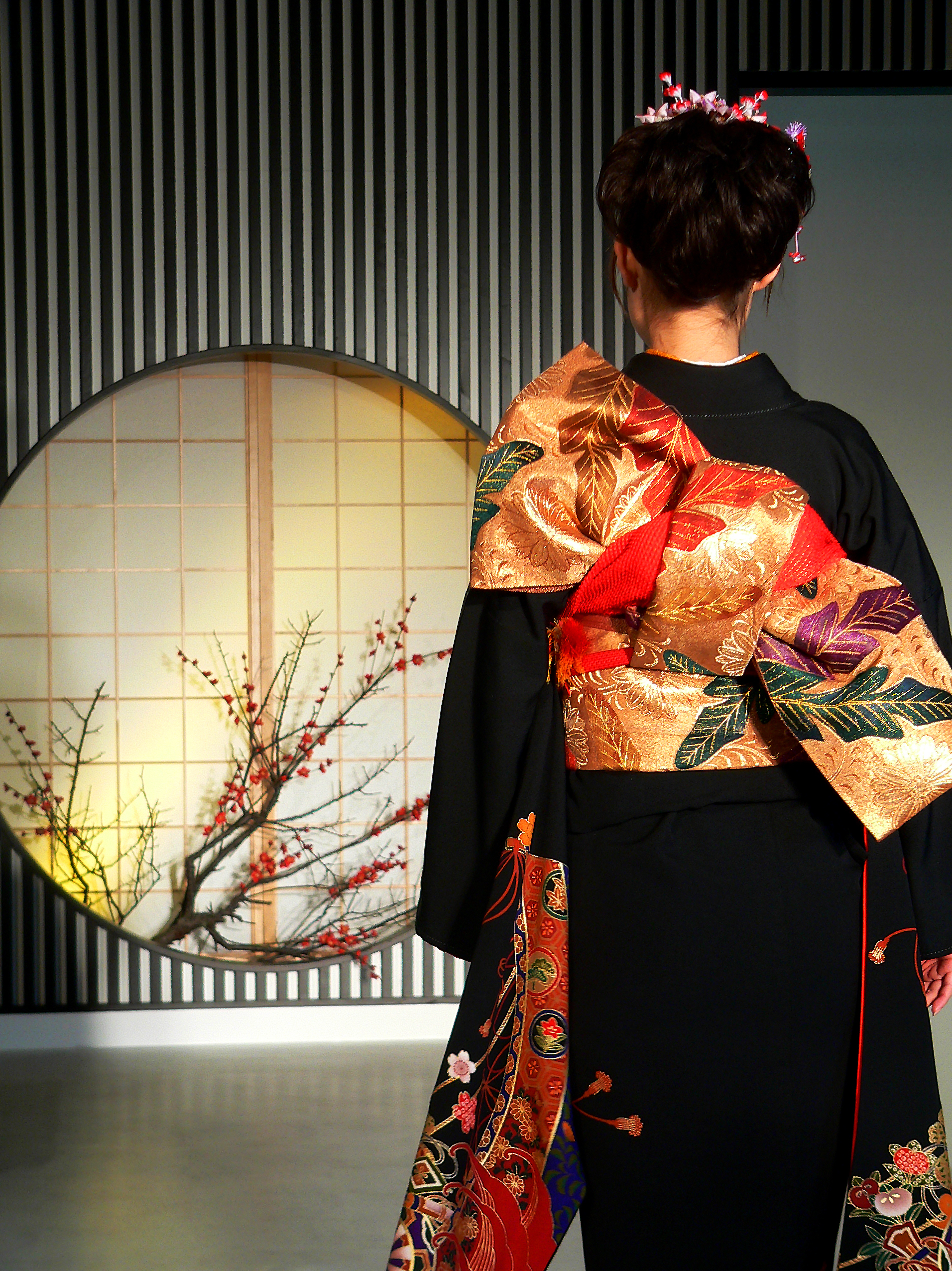
Phía sau lưng một phụ nữ mặc kimono với khăn quấn obi ở phần thắt lưng theo kiểu tateya musubi

Obi cho kimono của nam không quá rộng, với kích cỡ lớn nhất khoảng 10 xentimét (3,9 in), nhưng loại obi trang trọng cho phụ nữ có thể rộng tới 30 xentimét (12 in) và dài từ 2–4 mét (6,6–13,1 ft). Ngày nay, một bộ obi rộng mang tính trang trí cho phụ nữ không nhằm giữ chặt kimono; việc này được hoàn thành bởi các loại khăn quấn bên trong và dải lụa quấn bên dưới obi. Bản thân obi thường đòi hỏi việc sử dụng các vật làm cứng và ruy băng để định hình và trang trí.
Có nhiều loại obi, hầu hết là dành cho phụ nữ: loại obi rộng được làm từ vải thổ cẩm và rộng hơn, loại obi đơn giản hơn để đeo hằng ngày. Loại obi rực rỡ và nhiều màu sắc nhất thường dành cho phụ nữ trẻ chưa có chồng. Obi của phụ nữ đương đại là một phụ kiện rất nổi bật, đôi khi thậm chí còn nổi bật hơn bản thân áo choàng kimono. Một obi trang trọng loại tốt có thể có giá đắt hơn cả toàn bộ phần còn lại của bộ trang phục.
Obi được phân loại theo thiết kế, hình thức, nguyên liệu và cách sử dụng của chúng. Loại obi không trang trọng thường rộng và ngắn hơn.

## Lịch sử

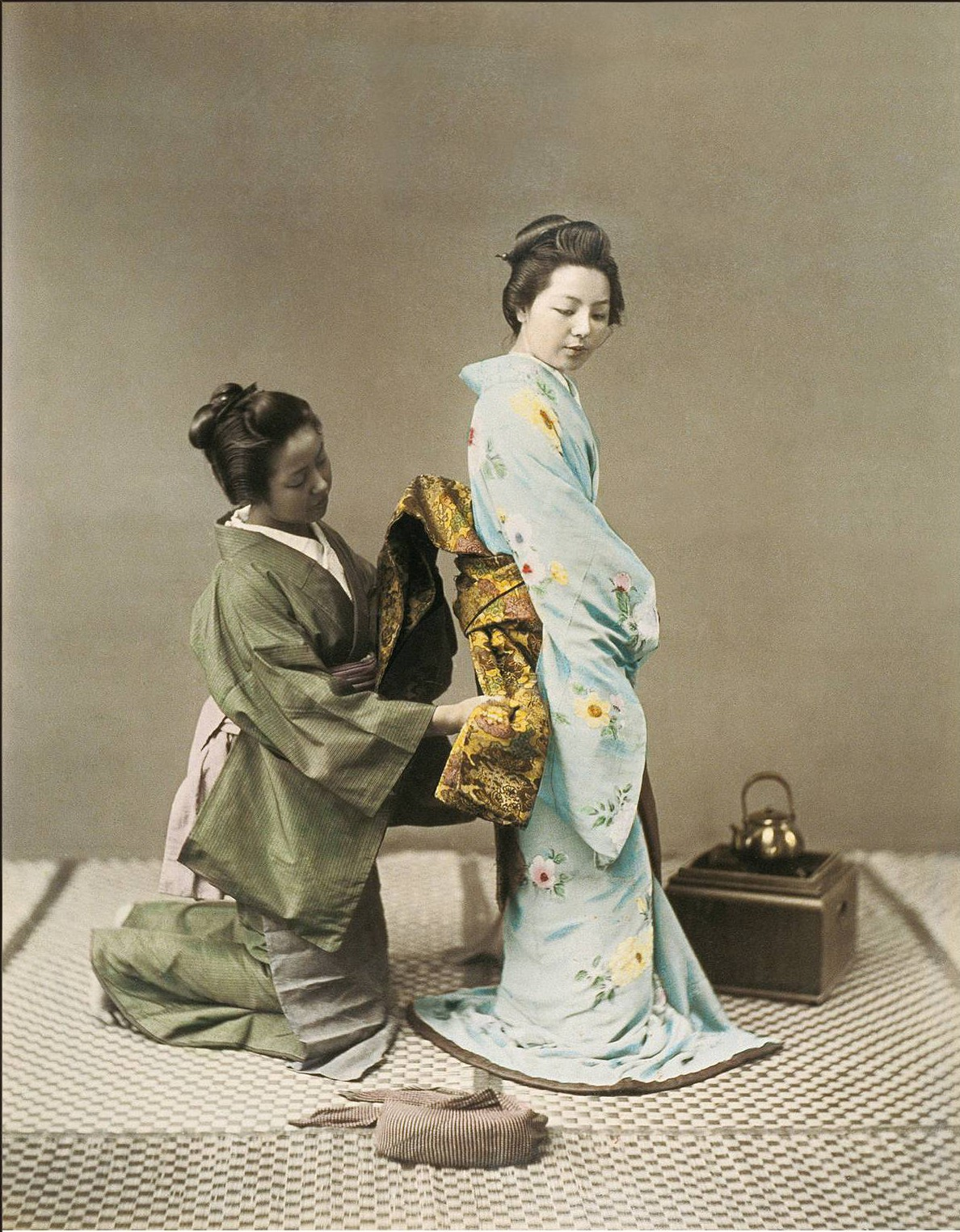
Một người phụ nữ Nhật Bản đang thắt obi cho một geisha vào đầu thập niên 1890.

Trong thời kỳ đầu, một chiếc obi là một sợi dây hoặc một chiếc khăn quấn dạng dây băng, dài khoảng 8 xentimét (3,1 in). Obi của nam và nữ lúc đó tương tự nhau. Vào đầu thế kỷ XVII, cả phụ nữ và đàn ông đều đeo một dạng obi dây băng. Vào những năm 1680, chiều dài obi của phụ nữ đã dài gấp đôi so với kích thước ban đầu. Trong những năm 1730, obi của phụ nữ rộng khoảng 25 xentimét (9,8 in), và đến cuối thế kỷ XIX đã rộng khoảng 30 xentimét (12 in). Vào thời kỳ đó, dây băng và dây buộc riêng đã đóng vai trò cần thiết để giữ cho obi cố định. Obi của nam có chiều rộng lớn nhất vào những năm 1730, vào khoảng 16 xentimét (6,3 in).
Trước thời kỳ Edo, bắt đầu vào khoảng 1600, những bộ kosode của phụ nữ được thắt lại bằng một chiếc khăn rộng quấn ở hông. Cách thức đính tay áo rộng vào phần thân của trang phục sẽ có thể cản trở việc sử dụng loại obi rộng hơn. Khi tay áo của kosode bắt đầu được may dài hơn (tức là tăng chiều dài) vào đầu thời kỳ Edo, obi cũng được làm rộng hơn. Có hai lý do cho điều này: trước tiên, để đảm bảo sự cân bằng về thẩm mỹ của trang phục, tay áo dài hơn cần có một chiếc khăn quấn rộng hơn để đi kèm với chúng; thứ hai, không giống như hiện nay (nơi mà chúng chỉ là thói quen của phụ nữ chưa kết hôn), phụ nữ đã kết hôn cũng mặc bộ kimono dài tay vào những năm 1770. Việc sử dụng tay áo dài mà không để phần dưới cánh tay mở sẽ gây cản trở hoạt động rất nhiều. Phần mở dưới cánh tay này tạo không gian thậm chí cho loại obi rộng hơn nữa.
Ban đầu, tất cả obi đều được thắt ở mặt trước. Sau đó, thời trang bắt đầu ảnh hưởng đến vị trí của nút thắt, và obi có thể được thắt ở bên hông hoặc sau lưng. Khi obi trở nên rộng hơn, các nút thắt cũng lớn hơn, và việc thắt obi ở phía trước bắt đầu trở nên cồng kềnh. Vào cuối thế kỷ XVII, obi hầu hết được thắt lại ở phía sau. Tuy nhiên, phong tục này không được thiết lập một cách vững chắc trước khi bắt đầu thế kỷ XX.
Vào cuối thế kỷ XVIII, một kiểu mẫu thời trang kosode mới cho phụ nữ xuất hiện với đường viền áo được may dài tới mức có thể kéo lê phía sau khi ở trong nhà. Khi đi ra khỏi nhà, phần trang phục dư được buộc lại bên dưới obi bằng một dải vải rộng gọi shigoki obi. Kimono đương đại cũng được làm tương tự như vậy trong một thời gian dài, nhưng không được làm để kéo lê dưới đất; phần vải dư được gắn với hông, tạo thành một nếp gấp gọi là ohashori. Shigoki obi vẫn được sử dụng, nhưng chỉ cho mục đích trang trí.
Dạng obi trang trọng nhất ngày nay đang trở nên lỗi thời. Loại khăn maru obi dài và nặng ngày nay chỉ được sử dụng bởi maiko và các cô dâu như một phần trong trang phục đám cưới của họ. Loại khăn nhẹ hơn là fukuro obi đã thay thế vị trí của maru obi. Loại khăn ban đầu được dùng hằng ngày là Nagoya obi là loại obi phổ biến nhất được sử dụng ngày nay, và những loại rực rỡ hơn thậm chí có thể được chấp nhận là một phần của trang phục bán nghi lễ. Việc sử dụng musubi, các nút mang tính trang trí, cũng đã bị thu hẹp lại, bây giờ phụ nữ thắt obi của họ gần như chỉ bằng loại nút đơn giản taiko musubi, "nút cái trống". Loại khăn tsuke obi với nút được thắt sẵn cũng đang trở nên phổ biến.
Cơ sở dệt Tatsumura, nằm ở Nishijin, Kyoto, ngày nay là một trung tâm sản xuất loại phụ kiện này. Được sáng lập bởi Heizo Tatsumura I vào thế kỷ XIX, cơ sở này nổi tiếng với việc tạo ra một trong số những obi sang trọng nhất. Trong số những học viên của ông phải kể đến Dōmoto Inshō, người sau này trở thành một họa sĩ. Kỹ thuật Nishijin-ori rất phức tạp và có thể có hiệu ứng ba chiều, có thể có giá trị lên đến 1 triệu yên.
"Học viện Kimono" được sáng lập bởi Kazuko Hattori vào thế kỷ XX, nơi đây có dạy cách làm thế nào để thắt một obi và đeo nó đúng cách.

## Obi của nữ

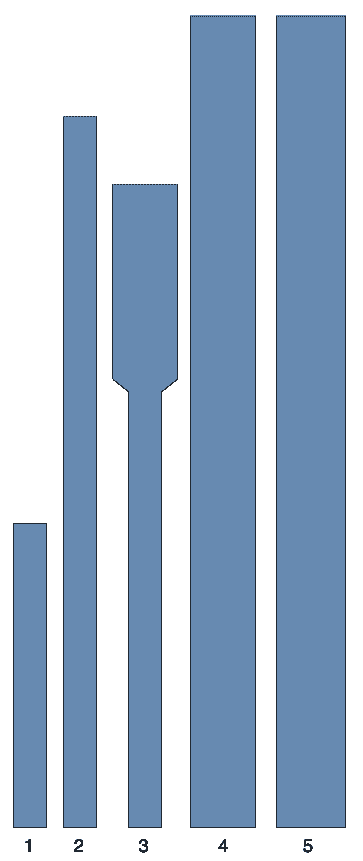
Các phần của một obi cho phụ nữ:
1. tsuke/tsukuri/kantan obi
2. hanhaba obi
3. Nagoya obi
4. Fukuro obi
5. Maru obi

Loại obi rộng của phụ nữ được xếp làm đôi khi đeo, có chiều rộng khoảng 15 xentimét (5,9 in) đến 20 xentimét (7,9 in). Một obi khi thắt được coi là thanh lịch khi mà chiều rộng bản gấp hài hòa với kích thước cơ thể của người sử dụng. Thông thường, tỉ lệ lý tưởng của phần này là bằng khoảng một phần mười chiều cao của người phụ nữ. Chiều rộng toàn bộ của obi chỉ được trình bày trong nút thắt trang trí, musubi.
Một obi dành cho nữ được đeo với một nút thắt musubi lộng lẫy. Có tổng cộng mười cách để thắt một chiếc obi, và các nút thắt khác nhau phù hợp với những dịp khác nhau và bộ kimono khác nhau.
Có nhiều loại obi dành cho phụ nữ, và việc sử dụng chúng được quy định bởi nhiều nguyên tắc bất thành văn, không khác gì những quy tắc liên quan đến bản thân bộ kimono. Một số loại obi được sử dụng với một số loại kimono; obi của phụ nữ kết hôn và chưa kết hôn được thắt với nhiều cách khác nhau. Thường thì obi ảnh hưởng đến độ trang trọng và lộng lẫy của toàn bộ trang phục kimono: cùng một bộ kimono có thể mặc trong những tình huống rất khác nhau tùy thuộc vào loại obi mang với nó.

### Các loại obi dành cho nữ

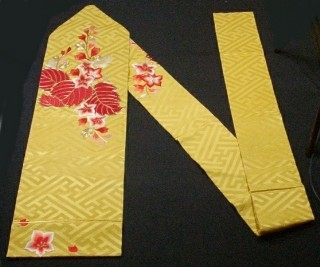
Nagoya obi, loại phổ biến nhất cho kimono trên khắp Nhật Bản

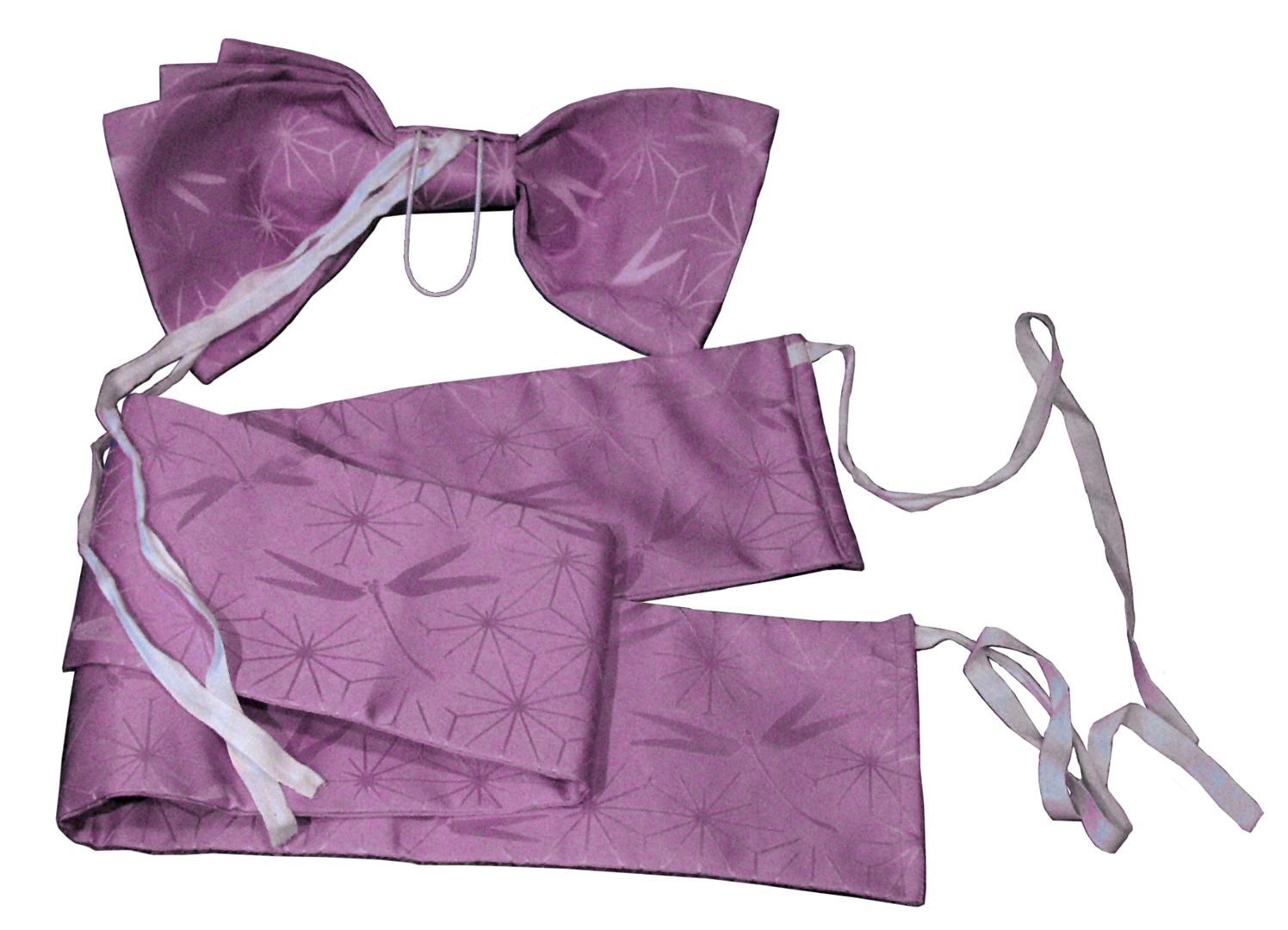
Tsuke obi ngắn hơn nhiều so với các loại obi khác.

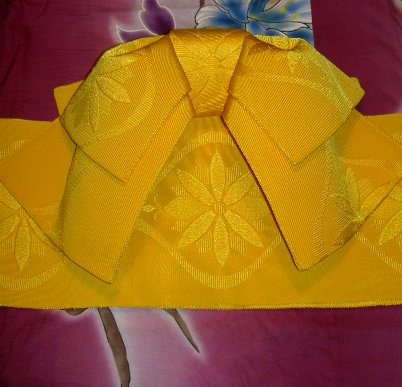
Phần vòng cung riêng biệt của một chiếc tsuke obi được đính vào bằng móc dây.

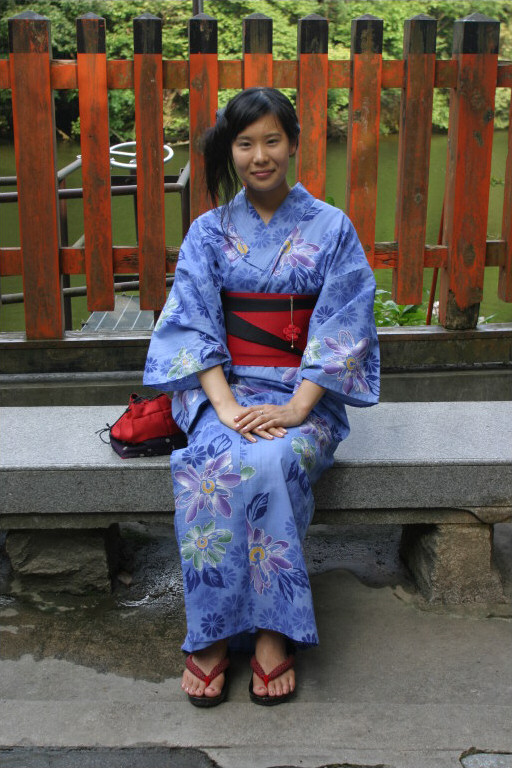
Cô gái mặc một bộ yukata. Một hiệu ứng nổi bật được tạo ra bằng cách gấp phần obi đảo ngược để lộ mặt dưới có tính tương phản.

- Darari obi (だらり帯?) là một loại maru obi rất dài được đeo bởi maiko. Một darari obi của maiko có dấu hiệu kamon của người chủ sở hữu okiya ở cuối vạt khăn. Một darari obi có thể dài tới 600 xentimét (20 ft).
- Fukuro obi (袋帯? "obi cái đẫy") là một loại kém trang trọng về đẳng cấp hơn maru obi[15] và là loại obi trang trọng nhất được thực sự sử dụng ngày nay.[5] Nó được làm bằng cách xếp làm đôi miếng vải hoặc may hai miếng vải vào nhau. Nếu sử dụng hai miếng vải, loại vải dùng cho mặt sau của obi có thể rẻ hơn và mặt trước có thể may bằng loại vải như thổ cẩm. Không tính các trang phục kết hôn, fukuro obi đã thay thế maru obi nặng nề như loại obi được sử dụng trong lễ nghi và dịp kỉ niệm.[16] Fukuro obi thường được làm phần không lộ ra khi đeo bằng loại lụa trơn, mỏng và mềm hơn.[15] Một fukuro obi rộng khoảng 30 xentimét (12 in) và dài khoảng 360 xentimét (11,8 ft) tới 450 xentimét (14,8 ft).
Khi đeo, fukuro obi hầu như không khác gì một maru obi.[15] Fukuro obi được làm thành khoảng ba loại con. Loại trang trọng và đắt tiền nhất trong số chúng được làm từ loại vải thổ cẩm có hoạ tiết ở cả hai mặt. Loại thứ hai có hoạ tiết ở khoảng hai phần ba diện tích khăn, được gọi là "fukuro obi 60%", và nó hơi rẻ hơn và nhẹ hơn loại đầu tiên. Loại thứ ba chỉ có hoạ tiết trên những phần nổi bật khi đeo obi trong nút thường gặp taiko musubi.[5]
- Fukuro Nagoya obi (袋名古屋帯?) hoặc hassun Nagoya obi (八寸名古屋帯? "Nagoya obi tám tấc") là loại obi được may làm hai ở phần bắt đầu nút thắt taiko. Phần quấn xung quanh cơ thể được xếp lại khi bắt đầu. Loại fukuro Nagoya obi được dùng để tạo ra loại taiko musubi hai lớp trang trọng hơn, gọi là nijuudaiko musubi. Nó dài khoảng 350 xentimét (11,5 ft).[16]
- Hoso obi (細帯? "khăn mỏng") là một tên gọi tập hợp các loại obi không trang trọng với một nửa độ dài ban đầu. Hoso obi rộng 15 xentimét (5,9 in) hoặc 20 xentimét (7,9 in) và dài khoảng 330 xentimét (10,8 ft).[16]
  - Hanhaba obi (半幅帯[17] / 半巾帯? "obi nửa độ dài") là một loại obi không có viền[16] và không trang trọng được sử dụng với yukata, loại kimono mặc thường ngày.[15] Hanhaba obi rất phổ biến trong những ngày này.[18] Để dùng với yukata, loại hanhaba obi đảo ngược khá phổ biến: chúng có thể được gấp lại và xoắn theo nhiều cách để tạo ra các hiệu ứng màu sắc.[19] Một hanhaba obi rộng khoảng 15 xentimét (5,9 in) và dài khoảng 300 xentimét (9,8 ft) tới 400 xentimét (13 ft). Việc thắt loại obi này tương đối dễ dàng,[18] và việc sử dụng nó không cần có các miếng đệm hoặc dây buộc phụ.[14] Các loại nút dùng cho hanhaba obi thường là những kiểu giản lược bunko-musubi. Khi người ta ngày càng "chấp nhận" việc chơi với một loại obi không trang trọng, hanhaba obi đôi khi được đeo theo nhiều phong cách tự sáng chế ra, thường với các dải lụa và các vật trang trí.[18][19]
  - Kobukuro obi (小袋帯?) là một loại hoso obi không viền với chiều rộng khoảng 15 xentimét (5,9 in) hoặc 20 xentimét (7,9 in) và dài khoảng 300 xentimét (9,8 ft).[16]
- Hara-awase obi (典雅帯?) hoặc chūya obi (昼夜帯? "obi ngày và đêm") là một loại obi không trang trọng[2] có các mặt có màu khác nhau. Nó thường được thấy trong các tranh ảnh từ thời kỳ Edo và Minh Trị, nhưng ngày nay hầu như không được sử dụng.[5] Một chūya obi ("ngày và đêm") có một mặt màu tối, trang trí nhẹ nhàng và một mặt khác, rực rỡ hơn và vui tươi hơn. Bằng cách này, loại obi này có thể đeo được trong cả cuộc sống thường ngày và cho lễ hội. Loại obi này rộng khoảng 30 xentimét (12 in) và dài khoảng 350 xentimét (11,5 ft) tới 400 xentimét (13 ft).
- Heko obi (兵児帯? "obi mềm") là một loại obi rất bình dân được làm từ vải mềm, mỏng,[14] thường được nhuộm với shibori.[16] Theo truyền thống, nó thường được dùng như một loại obi không trang trọng cho trẻ em và đàn ông,[16][20] và đôi khi nó được coi là hoàn toàn không phù hợp với phụ nữ. Ngày nay, các bé gái và phụ nữ có thể đeo heko obi với những loại kimono hiện đại không trang trọng và yukata. Một heko obi cho người trưởng thành có kích cỡ bằng với kích cỡ thông thường của obi, rộng khoảng 20 xentimét (7,9 in) tới 30 xentimét (12 in) và dài khoảng 300 xentimét (9,8 ft).[20]
- Hitoe obi (単帯? "obi đơn"[21]) được làm từ loại vải lụa cứng đến mức obi không cần lớp lót hoặc may cứng lại. Một trong các loại vải này là Hakata ori (博多織?), bao gồm một loại sợi dày dệt ngang đan xen với loại sợi mỏng dệt dọc với một bản dệt ken đặc và chặt;[22] loại obi làm từ loại chất liệu này cũng được gọi là Hakata obi (博多帯?). Hitoe obi có thể đeo với kimono thường ngày hoặc yukata.[2][21] Một hitoe obi rộng khoảng 15 xentimét (5,9 in) tới 20 xentimét (7,9 in) (loại hanhaba obi)[16] hoặc 30 xentimét (12 in) và dài khoảng 400 xentimét (13 ft)[16].
- Kyōbukuro obi (京袋帯? "fukuro obi thủ đô") được phát minh vào thập niên 1970 ở Nishijin, Kyoto.[16] Nó có cách dùng phối hợp giữa Nagoya obi và fukuro obi, và có thể được sử dụng để làm nổi bật trang phục thường ngày.[16] Kyōbukuro obi có cấu trúc giống như fukuro obi, nhưng ngắn như một chiếc Nagoya obi.[16] Do đó, nó cũng có thể được đeo ngược lại từ trong ra ngoài như các loại obi lộn ngược.[16] Kyōbukuro obi rộng khoảng 30 xentimét (12 in) và dài 350 xentimét (11,5 ft).[16]
- Maru obi (丸帯? "obi một mảnh") là loại obi trang trọng nhất. Nó được may từ một miếng vải rộng khoảng 68 cm[20] và được gấp lại quanh lớp lót kép và khâu lại với nhau. Maru obi nổi tiếng nhất vào thời kỳ Đại Chính và Minh Trị.[15] Độ lớn và khối lượng của chúng khiến người dùng khó làm chủ được maru obi, và ngày nay chúng chủ yếu được đeo bởi các geisha, maiko và những người tương tự. Một cách dùng khác cho maru obi là như một phần trong trang phục của cô dâu trong lễ thành hôn.[15] Maru obi rộng khoảng 30 xentimét (12 in) tới 35 xentimét (14 in) và dài khoảng 360 xentimét (11,8 ft) tới 450 xentimét (14,8 ft),[16][18] được thêu hoa văn toàn bộ[20] và thường được trang trí với sợi chỉ và chi tiết trang trí có chạm trổ bọc kim loại.[14]
- Nagoya obi (名古屋帯?) – hoặc để phân biệt với fukuro Nagoya obi, cũng gọi là kyūsun Nagoya obi (九寸名古屋帯? "Nagoya obi chín tấc")[16] – là loại obi được sử dụng nhiều nhất ngày nay. Nagoya obi được phân biệt bởi cấu trúc của nó: một đầu được gấp lại và được khâu lại một nửa, đầu còn lại có chiều rộng đầy đủ.[15] Điều này làm cho việc đeo obi trở nên dễ dàng hơn. Nagoya obi có thể được thêu hoa văn một phần hoặc toàn bộ. Nó thông thường chỉ được đeo theo phong cách taiko musubi, và nhiều chiếc Nagoya obi được thiết kế để chỉ có hoạ tiết ở phần nổi bật nhất trong nút thắt. Nagoya obi ngắn hơn các loại obi khác, dài khoảng 315 xentimét (10,33 ft) tới 345 xentimét (11,32 ft), nhưng có cùng chiều rộng, khoảng 30 xentimét (12 in).[18]
Loại Nagoya tương đối mới, nó được phát triển bởi một thợ may sống ở Nagoya vào cuối những năm 1920. Loại obi mới dễ dùng mới, dễ sử dụng đã trở nên phổ biến trong giới geisha ở Tokyo, từ đó loại obi này đã được tiếp nhận bởi các cô gái thành phố thời thượng cho việc sử dụng hàng ngày của họ.[5]
Tính trang trọng và nổi bật của một chiếc Nagoya obi phụ thuộc vào vật liệu của nó, giống như các loại obi khác. Khi mà Nagoya obi ban đầu được sử dụng như phục trang thường ngày, nó không bao giờ có thể là một phần của một bộ trang phục nghi lễ thực sự, nhưng một Nagoya obi được làm từ loại thổ cẩm thượng hạng có thể được chấp nhận như một phục trang bán nghi lễ.[5]
Thuật ngữ Nagoya obi cũng có thể đề cập tới một loại obi cùng tên khác, được sử dụng nhiều thế kỷ trước đó. Loại Nagoya obi này có cấu trúc giống như một băng đeo nhỏ.[2]
- Odori obi (踊帯? "obi nhảy múa") là tên gọi của một loại obi sử dụng trong các động tác nhảy múa.[2] Một chiếc odori obi thường to, thêu hoạ tiết đơn và có hoạ tiết có màu kim loại để khán giả có thể dễ dàng nhìn thấy. Odori obi có thể rộng từ 10 xentimét (3,9 in) tới 30 xentimét (12 in) và dài từ 350 xentimét (11,5 ft) tới 450 xentimét (14,8 ft). Khi thuật ngữ "odori obi" chưa được tạo ra, nó có thể đề cập tới bất kì loại obi nào có ý nghĩa dành cho nhảy múa.[2]
- Sakiori obi (?) là một loại obi dệt được may bằng cách dùng các dải hẹp hoặc có độ rộng khoảng một mét từ trang phục cũ dệt lại với nhau. Sakiori obi được dùng với kimono để mặc ở nhà. Sakiori obi tương tự như hanhaba obi về kích cỡ và rất bình dân.
- Tenga obi (典雅帯? "obi tao nhã") giống với một hanhaba obi nhưng trang trọng hơn. Nó thường rộng hơn và được làm từ loại vải tao nhã hơn, phù hợp hơn với lễ hội. Các hoạ tiết chủ yếu bao gồm các mô típ may mắn và có tính lễ hội. Tenga obi rộng khoảng 20 xentimét (7,9 in) và dài từ 350 xentimét (11,5 ft) tới 400 xentimét (13 ft).
- Tsuke obi (付け帯?) hoặc tsukuri obi (作り帯?) hoặc kantan obi (簡単帯? "obi đơn giản") là bất kì loại obi nào được thiết kế sẵn sàng để thắt. Nó thường có một phần nút riêng rẽ được hỗ trợ bởi bìa và một phần được bao lại xung quanh eo. Tsuke obi được thắt cố định bởi các dải lụa.[23] Tsuke obi thông thường rất bình dân[21] và chúng chủ yếu được dùng với yukata.

### Phụ kiện cho obi của nữ

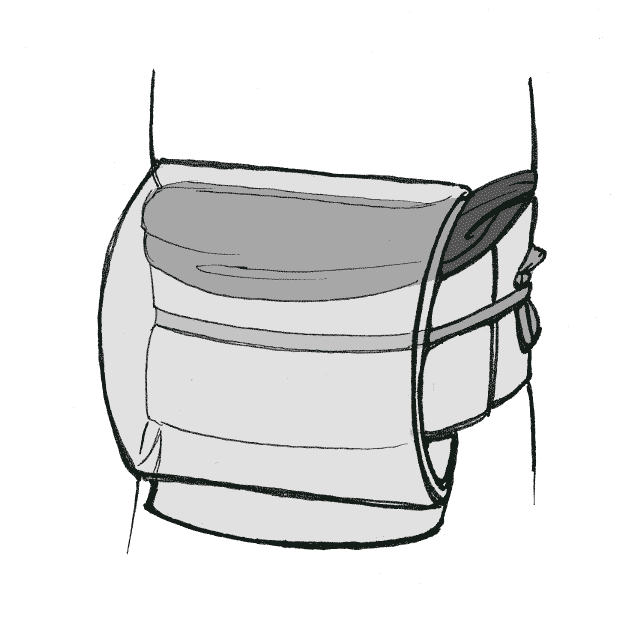
Cấu trúc của loại nút thắt phổ biến taiko musubi (nút dạng cái trống). Obijime có màu xám trung bình, obiage có màu xám đậm. Obimakura được giấu bởi obiage.

- Obiage (帯揚げ? "lót áo cho obi"[24]) là một phần vải giống như cái khăn choàng che phần obimakura[25] và giúp giữ cố định phần trên của nút thắt obi.[2][21] Những ngày này, một người phụ nữ trẻ chưa kết hôn theo truyền thống sẽ để phần obiage lộ ra ở bên dưới đằng trước obi. Một người phụ nữ đã kết hôn sẽ giấu nó sâu hơn và chỉ cho phép nó lộ ra một khoảng nhỏ. Obiage có thể được coi như một phần trang phục lót cho kimono, vì vậy việc để lộ một phần rộng thể hiện một chút khêu gợi trong đó.
- Obidome (帯留? "cái kẹp khăn"[24]) là một phụ kiện trang trí nhỏ được gắn lên trên obijime.[25]
- Obi-ita là một vật làm cứng riêng rẽ giúp giữ phẳng obi.[2][25] Nó là một miếng bìa mỏng được phủ vải và được đặt giữa các lớp obi khi đeo obi vào.[25] Some types of obi-ita are attached around the waist with cords before the obi is put on.[25]
- Obijime (帯締め?) là một sợi dây dài khoảng 150 xentimét (4,9 ft)[25] được buộc quanh obi và luồn qua nút thắt,[25] và giúp nhân đôi yếu tố trang trí.[20] Nó có thể là một sợi dây đan lại, hoặc được may thành dạng ống vải hẹp.[20] Chúng đều là các loại obijime phẳng và tròn.[20] Chúng thường có tua rua ở cả hai đầu[20] và được làm từ lụa, satin, thổ cẩm[20] hoặc viscose.[25] Một obijime dạng dây hoặc dạng ống độn bông thường được coi là vui tươi và hợp với lễ hội hơn là một obijime dạng phẳng.[25]
- Obimakura (帯枕? "gối obi") là một cái gối nhỏ để giúp hỗ trợ và định hình nút thắt obi.[2] Loại nút thắt phổ biến nhất hiện nay, taiko musubi, được thực hiện bằng cách sử dụng một obimakura dạng vòng kéo dài.[25]

## Obi của nam

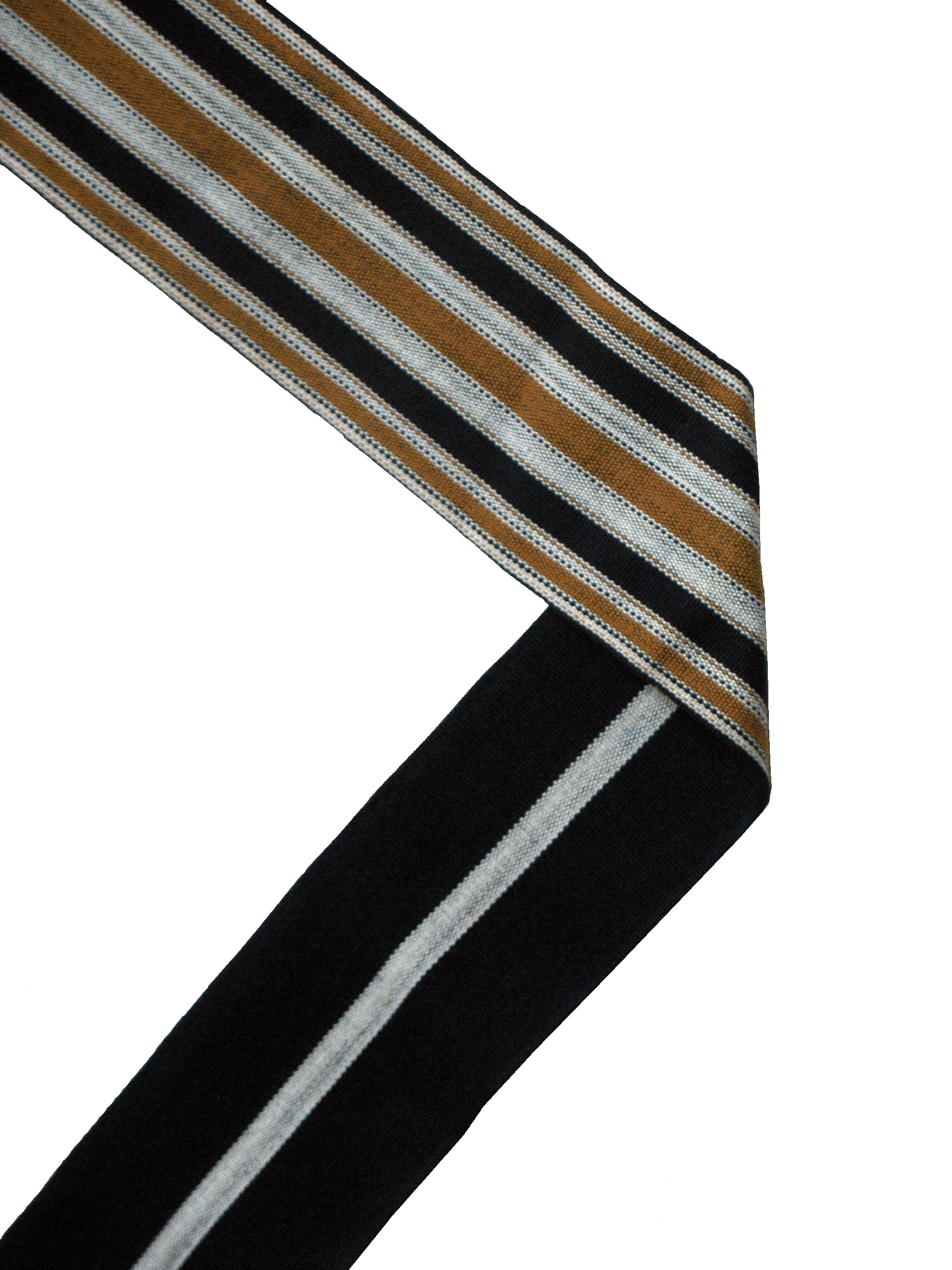
Một chiếc kaku obi đảo ngược, rộng khoảng 6 cm

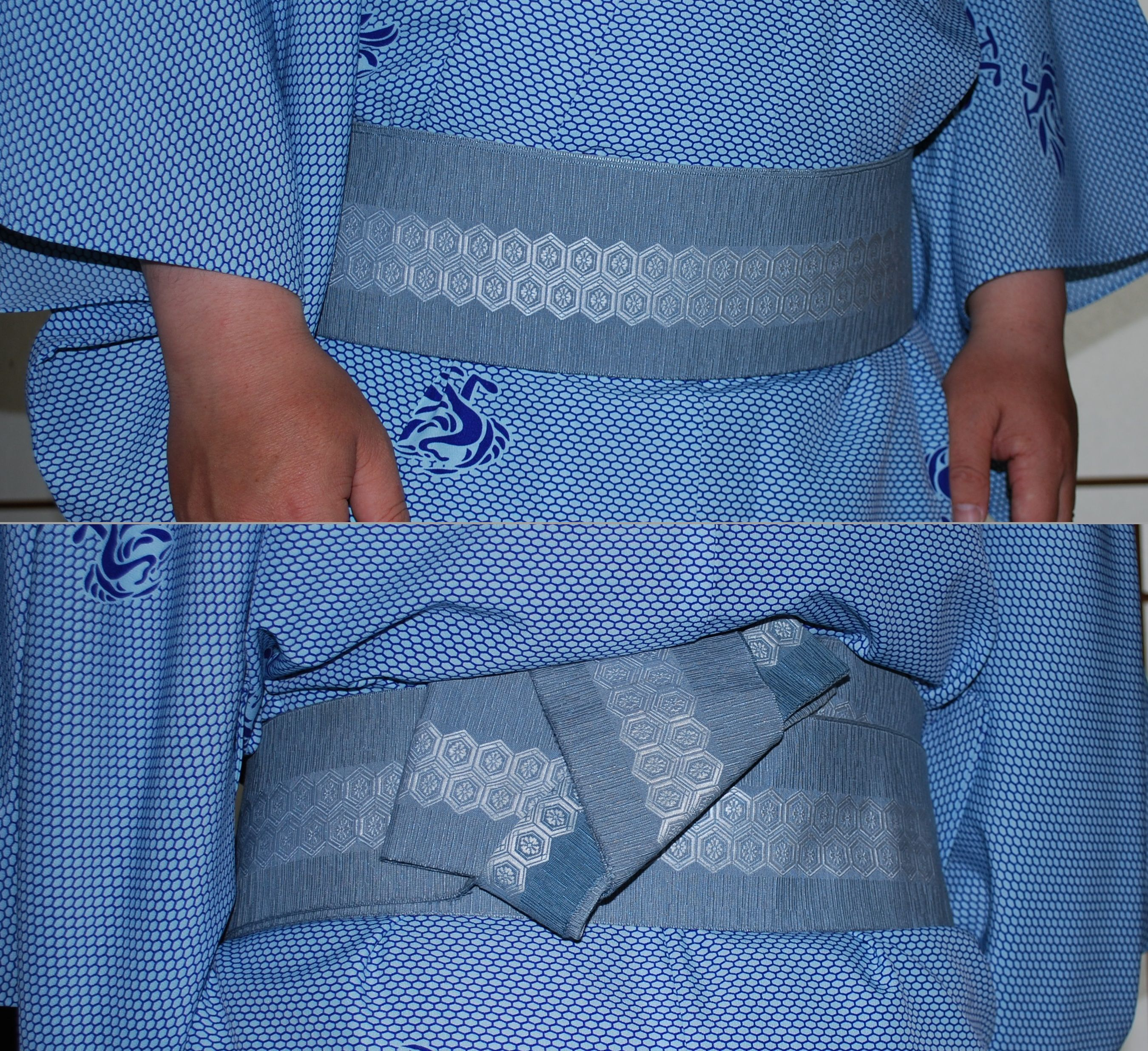
Kaku obi

Các loại obi được nam giới sử dụng có bề rộng hẹp hơn nhiều so với các loại của phụ nữ (chiều rộng loại lớn nhất chỉ vào khoảng 10 xentimét (3,9 in)). Obi dành cho nam được đeo theo kiểu đơn giản hơn nhiều so với phụ nữ: nó được quấn quanh eo, dưới bụng và thắt với một nút đơn giản ở sau lưng.

### Các loại obi dành cho nam
- Heko obi (兵児帯? "obi cho nam giới từ 15 đến 25 tuổi") là một loại obi mềm bình dân,[16] rủ xuống tự do và được làm từ loại vải nhuộm phần thắt nút, được may từ lụa nhiễu đen, habutai, cotton, hoặc các chất liệu khác. Nó được thắt theo kiểu rất bình dân. Heko obi của người trưởng thành có độ dài ngang với loại obi bình thường từ 350 xentimét (11,5 ft) tới 400 xentimét (13 ft), nhưng tương đối rộng với chiều rộng đến 74 xentimét (29 in).[26] Nam giới trưởng thành chỉ đeo heko obi ở nhà,[16] nhưng các chàng trai trẻ có thể mặc nó ở nơi công cộng, ví dụ như trong một lễ hội mùa hè với yukata.
- Kaku obi (角帯? "obi cứng") là một loại obi khác dành cho nam giới. Một chiếc kaku obi trang trọng rộng khoảng 10 xentimét (3,9 in) và dài 400 xentimét (13 ft)[16] và phụ thuộc vào loại vật liệu, màu sắc và hoa văn mà nó có thể phù hợp với bất kỳ thời điểm nào và mọi trường hợp từ trang phục thường ngày đến trang phục cho đám tang của người thân. Kaku obi thường được làm bằng hakata ori (và đó cũng là nguồn gốc của Hakata obi, có sọc dài[16]), hoặc từ lụa mộc, lụa trong, lụa Damask.[27] It is worn in the simple kai-no-kuchi knot.

### Phụ kiện
Một chiếc netsuke là một vật trang trí treo trên obi dành cho nam giới.

## Obi cho trẻ em

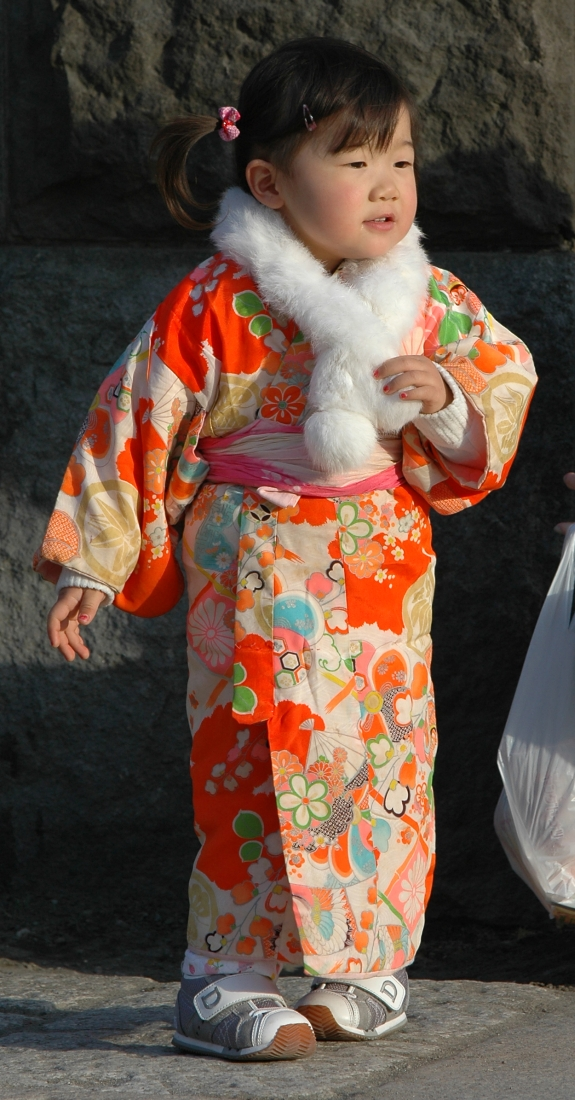
Một cô bé mặc kimono. Một chiếc obi mềm đơn giản được thắt quanh eo.

Trẻ em được mặc kimono đặc biệt vào lễ hội Shichi-Go-San (Bảy-năm-ba), dành cho các bé gái lên ba và bảy tuổi, và các bé trai lên năm tuổi. Các bộ trang phục kimono của trẻ em giống với những bộ của người lớn và các bộ phận của chúng về cơ bản là các phiên bản thu nhỏ từ loại của người trưởng thành. Các bé nhỏ tuổi nhất sẽ đeo các loại obi mềm giống như khăn quàng cổ.

### Các loại obi dành cho trẻ em
- Sanjaku obi (三尺帯, さんじゃくおび? "obi tam xích") là một loại obi dành cho nam. Nó được đặt tên theo độ dài của nó, vào khoảng ba feet Nhật (鯨尺? khoảng 37,9 xentimét (14,9 in)). Loại obi này đôi khi được gọi đơn giản là sanjaku (三尺?). Trong thời kỳ Edo, loại obi dành cho các bộ kimono giống như yukata tương đối phổ biến trong dân chúng vì tính dễ sử dụng của nó. Theo một số lý thuyết, sanjaku obi bắt nguồn từ một chiếc khăn quàng cổ có cùng chiều dài, được xếp lại và sử dụng như là một chiếc khăn quấn ở thắt lưng. Một chiếc sanjaku obi thường có hình dạng giống như kaku obi, hẹp và có các đoạn thêu ngắn. Nó thường được may từ các loại vải mềm như cotton. Bởi chiều dài hạn chế, sanjaku obi được thắt theo nút koma musubi, giống như một nút kép.
- Shigoki-obi (しごき帯?) là vật phẩm hữu dụng để đeo cùng trong thời đại của các bộ kimono chùng sát đất, từng được sử dụng để buộc cố định độ dài quá mức của trang phục khi đi ra ngoài. Ngày nay, chức năng duy nhất của shigoki obi là dùng để trang trí.[3] Nó là một phần của trang phục cho bé gái lên bảy tuổi để chào mừng trong ngày lễ Shichi-Go-San.[29]
- Tsuke obi là một loại obi phổ biến được sử dụng cho trẻ em vì dễ sử dụng, thậm chí còn có cả loại tsuke obi trang trọng cho trẻ em.[29] Những loại obi này tương ứng với fukuro obi về quy mô trang trọng.[29]

## Obi trong võ thuật

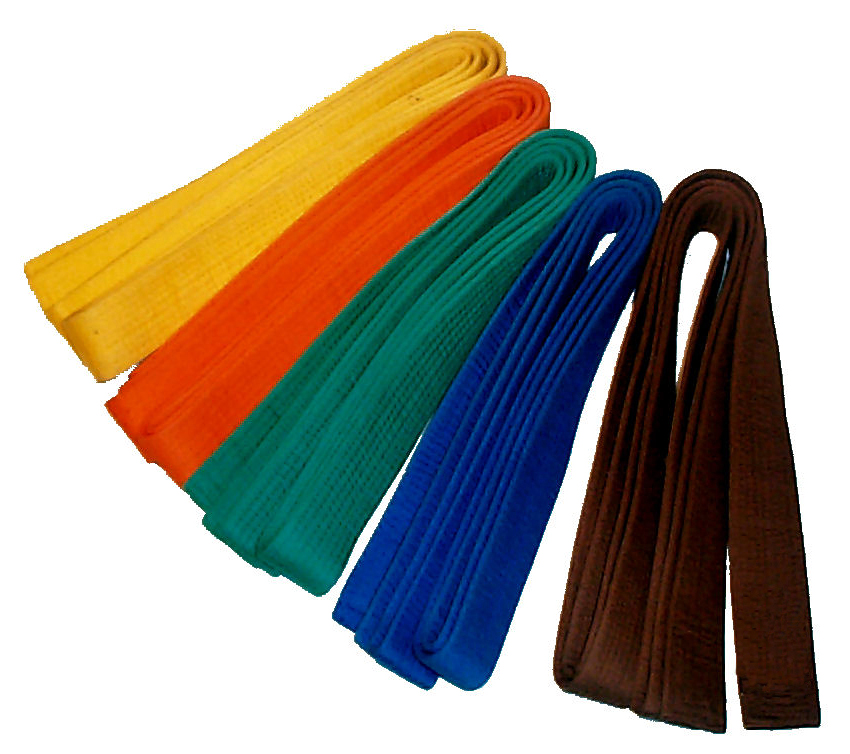
Obi cho budō. Các màu được hiển thị từ màu vàng sang màu nâu, tương ứng với judo kyū (cấp độ) từ thứ 9 tới thứ nhất.

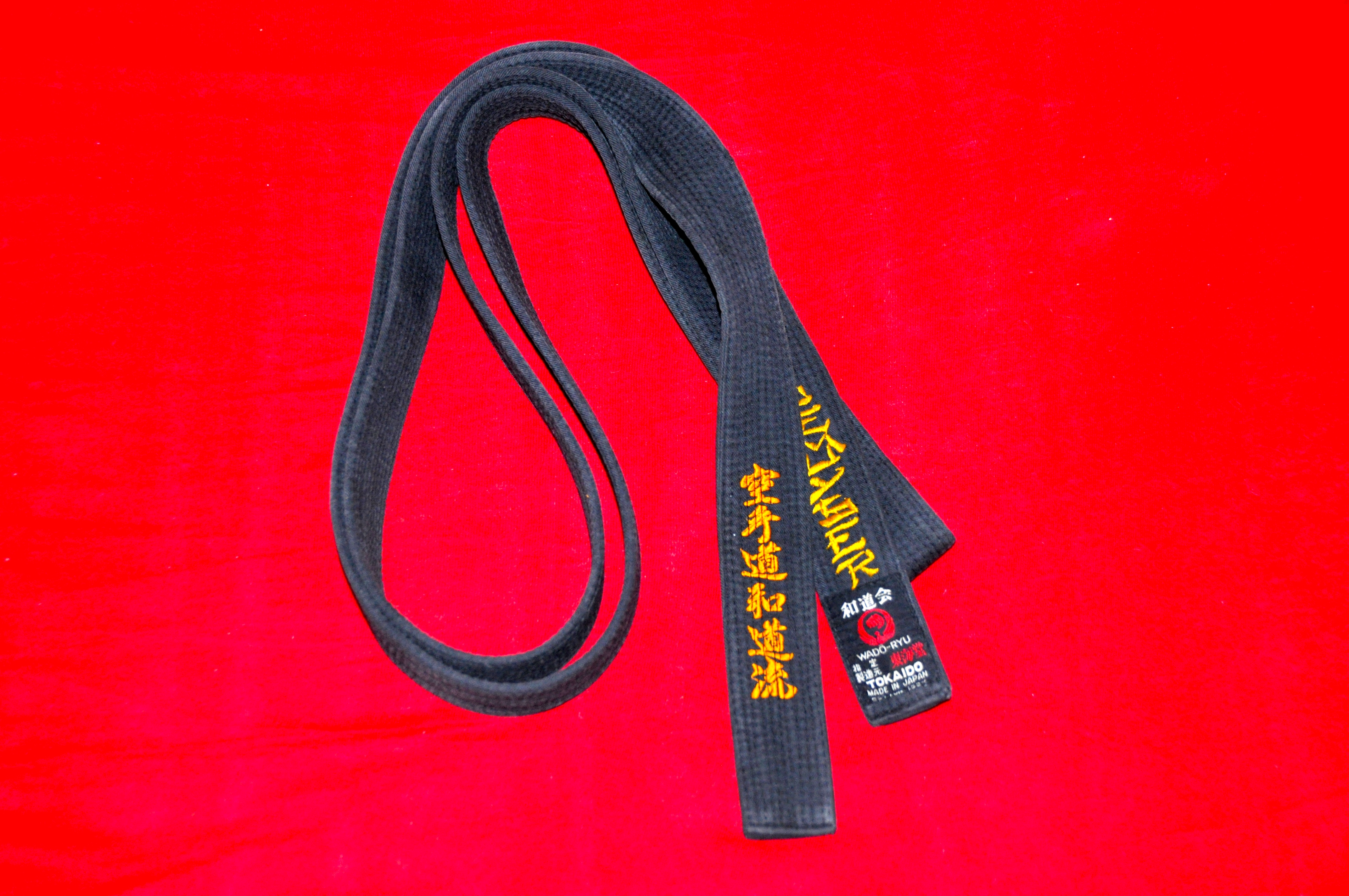
Obi đen, wadō-ryū karate

Nhiều bộ môn võ thuật Nhật Bản kết hợp obi nhưng một phần của trang phục luyện tập của họ. Những loại obi này thường được làm bằng vải cotton dày và rộng khoảng 5 xentimét (2,0 in). Obi của võ thuật thường được đeo với nút thắt koma-musubi; trong thực hành khi đeo hakama, obi được thắt theo những cách khác.
Trong nhiều bộ môn võ thuật, màu sắc của obi biểu thị mức độ kỹ năng của người đeo. Thông thường, màu sắc bắt đầu từ màu trắng của người mới bắt đầu và kết thúc bằng màu đen cao cấp, hoặc màu đỏ và trắng của võ sư. Khi trang phục luyện tập có thêm hakama, màu sắc của obi không có ý nghĩa gì.

## Các nút thắt (musubi)
Nút thắt của obi được gọi là musubi (結び, むすび musubi, nghĩa là "nút"). Ngày nay, một nút thắt cho phụ nữ thường không chỉ giữ cố định obi mà còn đóng vai trò như một bộ phận trang trí lớn ở phía sau lưng. Nút thắt thật sự thường được hỗ trợ bởi một số phụ kiện: tấm lót, khăn quàng cổ và dây băng. Khi đeo obi, đặc biệt khi không có sự hỗ trợ, cần bổ sung thêm một số dây băng tạm thời.
Có hàng trăm loại nút thắt trang trí và chúng thường đại diện cho hoa cỏ hoặc chim muông. Như mọi thứ khác trong trang phục kimono, các nút thắt được quy định bởi một số quy tắc bất thành văn mang tính quy chuẩn. Nói chung, các nút thắt phức tạp và phô trương hơn dành cho những phụ nữ trẻ chưa lập gia đình trong các dịp lễ hội, loại dịu dàng hơn đối với những phụ nữ đã kết hôn hoặc trưởng thành, hoặc để sử dụng trong các tình huống lễ nghi.
Trước đây, trong thời điểm ban đầu, các nút thắt được được cho là để xua đuổi những linh hồn tà ác. Nhiều loại nút thắt có tên gọi với một ý nghĩa kép tốt đẹp.

### Các loại nút thắt

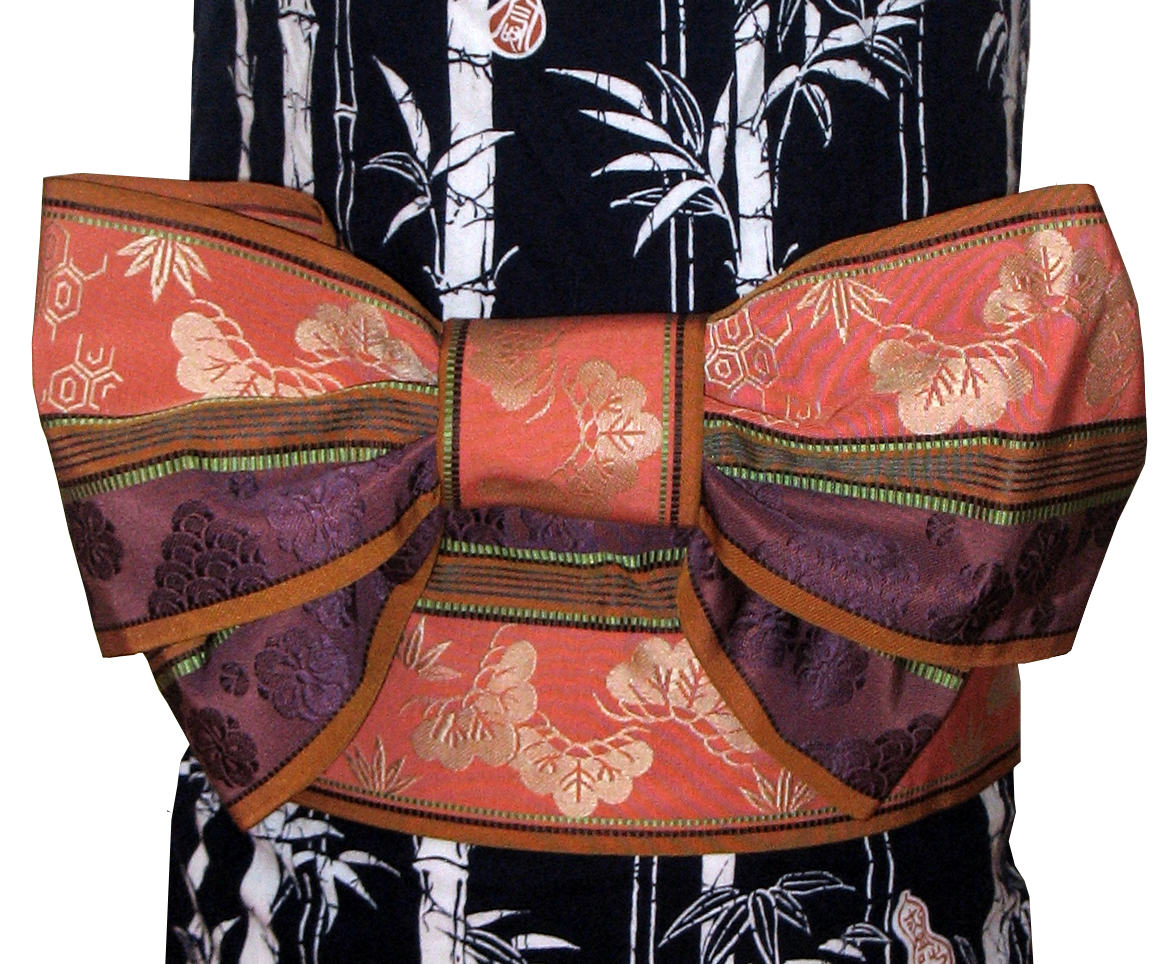
Chōchō musubi

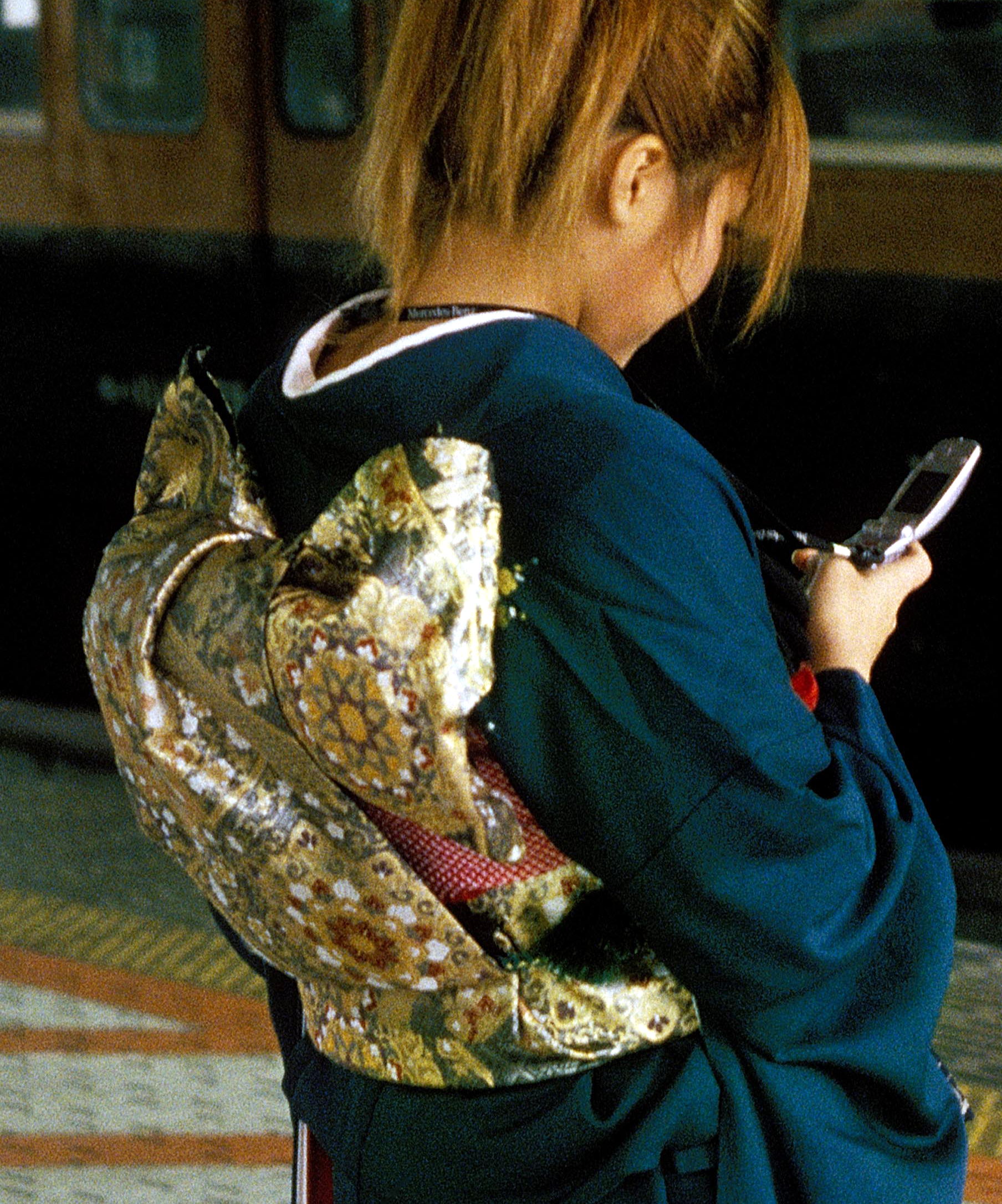
Fukurasuzume musubi

- Asagao musubi (朝顔, あさがお? "triêu nhan") là một nút thắt phù hợp với yukata. Như tên của nó đã gợi ý, nó giống với loại hoa triêu nhan. Nút thắt này đòi hỏi một độ dài obi đủ lớn, nên nó thường chỉ được thực hiện cho các bé gái.[19]
- Ayame musubi (菖蒲, あやめ? "diên vĩ") là một nút thắt mang tính trang trí cao và phức tạp, giống với một đoá hoa diên vĩ. Nó được coi là phù hợp với phụ nữ trẻ trong các tình huống và các bữa tiệc không trang trọng. Do tính phức tạp và sự nổi bật của nó, nút thắt này nên được đeo với các bộ kimono và obi dịu nhẹ hơn, trong đó các màu đơn sắc được ưa thích hơn.[30]
- Bara musubi (薔薇, バラ? "hoa hồng") là một nút thắt hiện đại lộ rõ ra phía ngoài. Nó phù hợp với phụ nữ trẻ và có thể mang cho các bữa tiệc không quá trang trọng. Bởi sự phức tạp của nút thắt, một obi nhiều màu hoặc được thêu hoa văn mạnh mẽ không nên được sử dụng. Các hoa văn của bộ kimono phải khớp với nút thắt biểu trưng cho một loài hoa phương Tây.[31]
- Chōchō musubi (蝶蝶, ちょうちょう? "bướm") là một phiên bản của bunko musubi, nút thắt sử dụng hanhaba obi. Hầu hết các loại obi thắt sẵn (tsuke obi) đều được làm với nút thắt bướm.
- Darari musubi (?) Là một nút ngày nay chỉ được sử dụng bởi maiko, vũ công và các diễn viên kabuki. Nó có thể dễ dàng phân biệt bằng "chiếc đuôi" dài treo ở mặt sau. Trong quá khứ, các quý tộc[2] và con gái của các thương gia giàu có trong số những người khác cũng sẽ được thắt obi theo cách này. Cần phải có một loại darari obi đặc trưng, dài khoảng 600 xentimét (20 ft), để làm nút này đủ dài.
Cũng tồn tại một phiên bản với nửa độ dài của darari musubi, gọi là handara musubi. Theo truyền thống, một minarai (một người chuẩn bị thành maiko đang trong quá trình huấn luyện) đeo obi của cô theo phong cách này. Các maiko sẽ đeo nút thắt này với các điệu múa cụ thể.
- Fukura-suzume musubi (ふくら雀? "chim sẻ phập phồng") là một nút mang tính trang trí tương tự như một con chim sẻ với đôi cánh của nó dang rộng và chỉ được đeo bởi phụ nữ chưa lập gia đình. Nó phù hợp cho những dịp trang trọng và chỉ mang với furisode. Theo truyền thống, fukura-suzume musubi đeo với furisode cho thấy một phụ nữ đã sẵn sàng để kết hôn.
- Kai-no-kuchi musubi (貝の口? "miệng hến") là một loại obi nhẹ nhàng thường được nam giới sử dụng. Đôi khi phụ nữ lớn tuổi hoặc phụ nữ đang tìm kiếm một vẻ nam tính cho trang phục của họ sẽ thắt obi của họ với nút này.
- Koma musubi (駒結び? nút vuông, nghĩa đen là "nút ngựa con") thường được sử dụng với dây haori và obijime. Loại sanjaku obi ngắn cho trẻ em cũng được thắt theo cách này.
- Taiko musubi (太鼓? "nút cái trống") là loại musubi được sử dụng nhiều nhất hiện nay. Nó đơn giản, nhẹ nhàng và giống hình cái hộp. Taiko musubi phù hợp với cả phụ nữ lớn tuổi và trẻ em trong hầu hết các dịp và đi cùng với bất kỳ loại kimono nào, và trong một số trường hợp thậm chí phù hợp với cả yukata. Chỉ có furisode được xem là quá trang trọng và trẻ trung khi được mang với taiko musubi.
Ngày nay, taiko musubi thường đi cùng với hình ảnh trống taiko, nhưng nguồn gốc của tên gọi không liên quan đến nhạc cụ này. Nút thắt này được tạo ra vào thời điểm lễ khai mạc lễ hội của cầu Taikobashi ở Tokyo vào năm 1823.[2] Một vài geisha tham dự sự kiện này đã thắt obi của họ theo một cách mới, rõ ràng được cho là giống với hình dạng của một lá bài karuta. Nút thắt này là một biến thể của một nút thắt đơn giản cho nam được sử dụng trước đó. Nút thắt được đeo bởi các geisha khởi đầu xu hướng mới sau đó đã được các phụ nữ khác chấp nhận. Bằng cách tạo ra taiko musubi, các vật dụng obiage, obijime và obimakura cũng được phát minh. Những phụ kiện này thuộc về hầu hết các trang phục kimono được sử dụng ngày nay.[32]
- Nijūdaiko musubi (二重太鼓? "cái trống hai lớp") là, như tên gọi của nó cho thấy, một phiên bản của loại taiko musubi phổ biến, được đeo với loại fukuro obi trang trọng. Fukuro obi có chiều dài lớn hơn loại được sử dụng phổ biến hơn là Nagoya obi, vì vậy obi phải được gấp đôi lại trong suốt lúc thắt nút.[14] Nút thắt này có một ý nghĩa may mắn kép là "niềm vui nhân đôi".[33]
- Tateya musubi (立て矢? "mũi tên đứng"[34]) giống như một cây cung lớn và là một trong những loại musubi đơn giản nhất đeo với furisode. Theo tác giả về nghệ thuật kitsuke Yamanaka Norio, nó là nút rất thích hợp để được sử dụng với honburisode, là furisode với tay áo đầy đủ độ dài.[34]
- Washikusa musubi (鷲草? "kền kền cây cỏ") về cơ bản là một cây cung tương tự như một cây trồng nào đó trông giống như một con đại bàng đang bay.[35]

## Hình ảnh

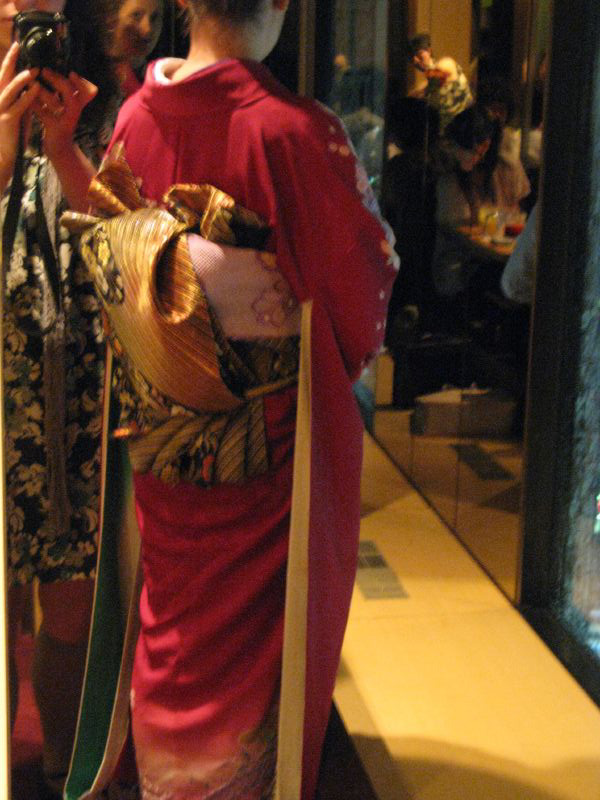
Một nút thắt musubi phức tạp được đeo như một phần của trang phục trong lễ cưới
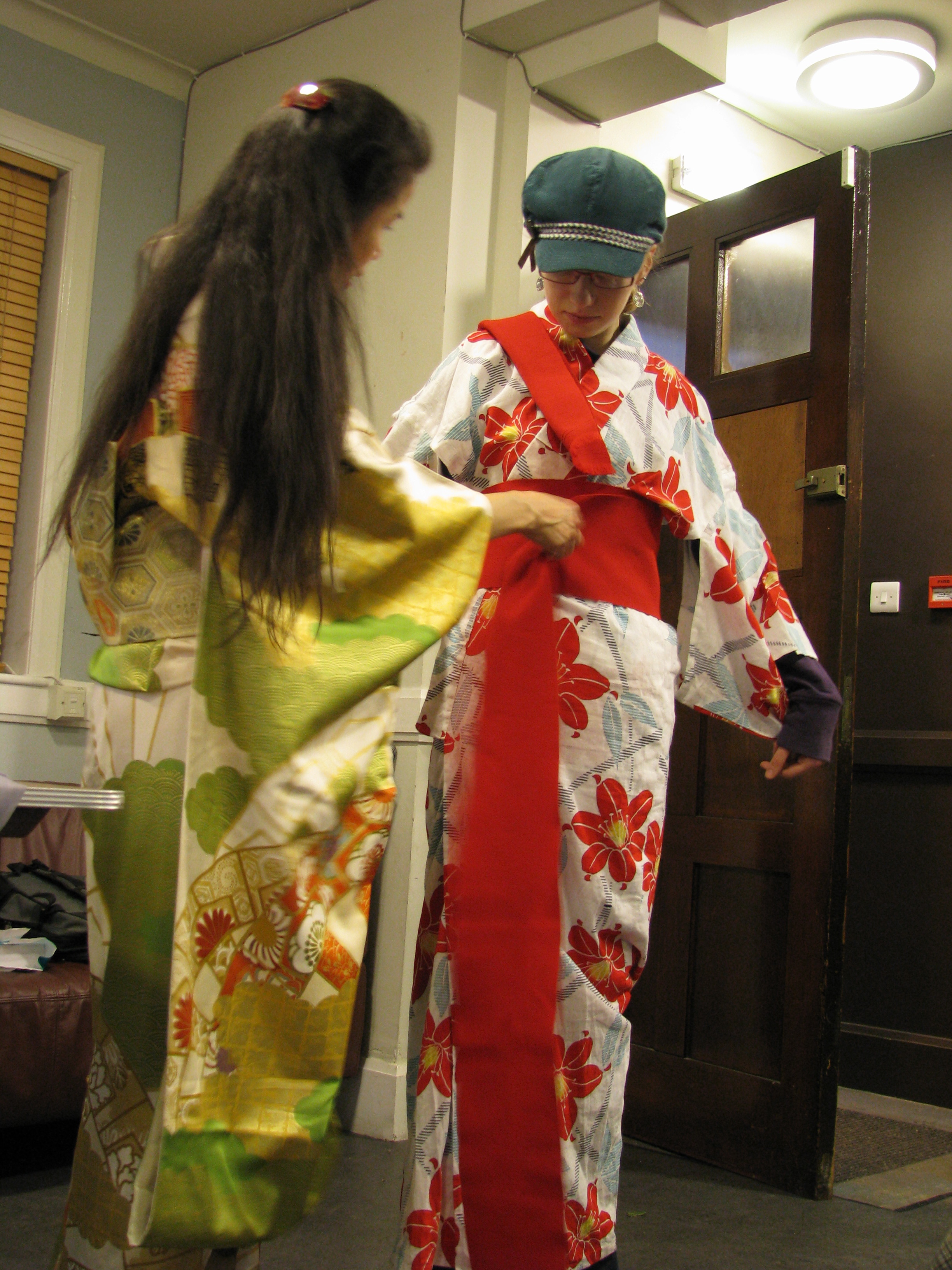
Thắt nút hanhaba obi quanh yukata
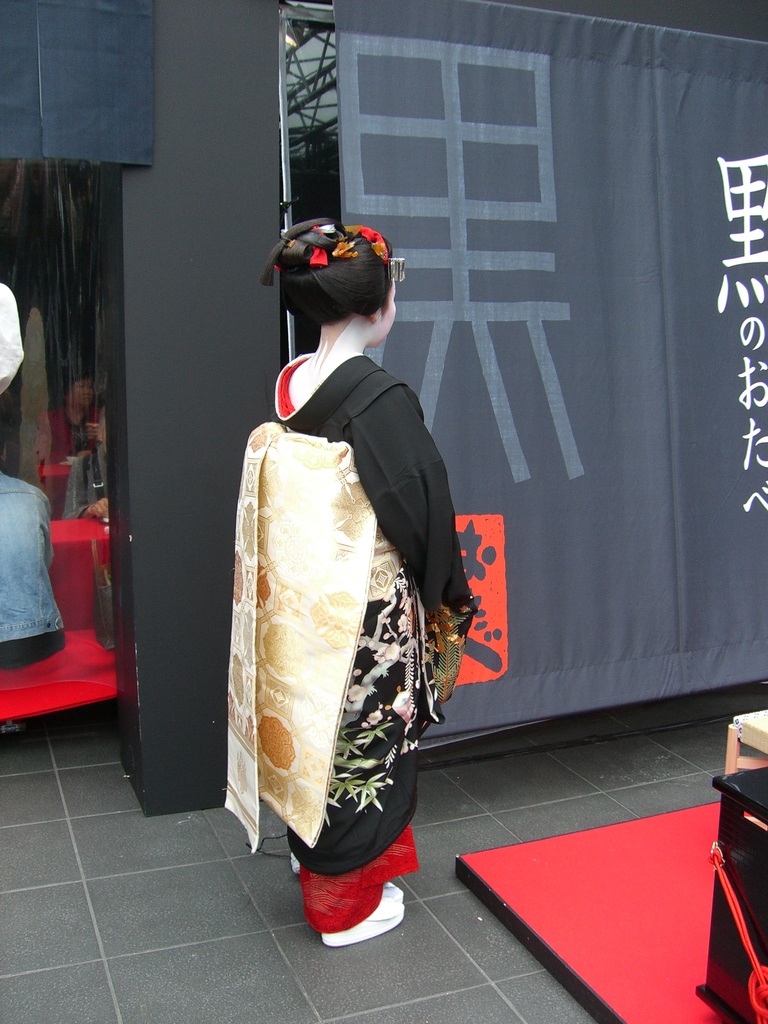
Một maiko ở Kyoto, obi của cô được thắt theo phong cách darari
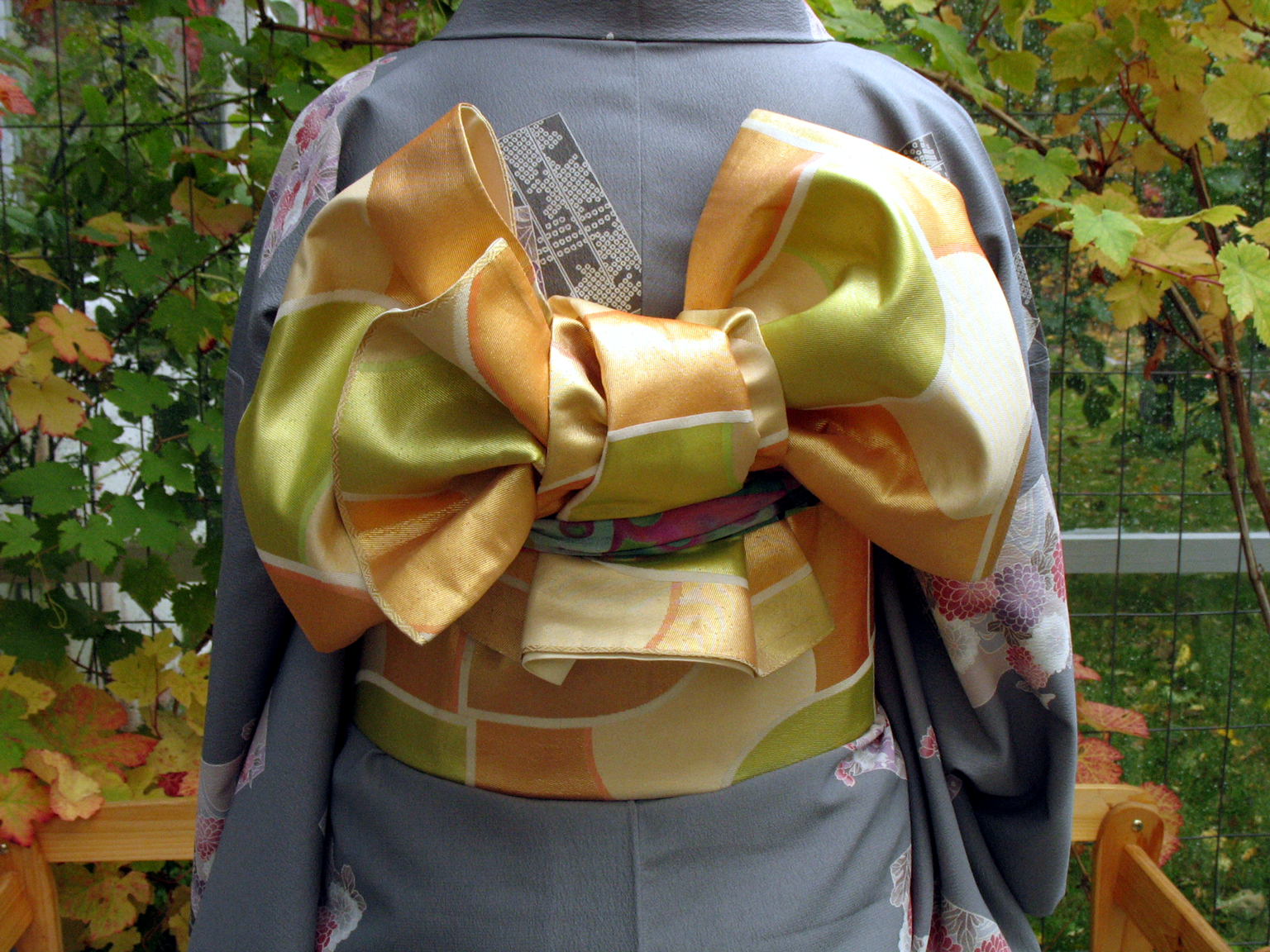
Washikusa musubi